# Vernost' materi
Vernost' materi (Верность матери) è un film del 1966 diretto da Mark Semënovič Donskoj.